# Харьковскій Еженедельникъ
'«Харьковский еженедельник» (4.05 – 20.07 1812) –– перша газета в Східній Україні, яка була заснована професорами Імператорського Харківського університету Й. М. Лангом і К. К. Нельдехеном –– німцями за походженням. Вона увібрала німецьку пресову традицію, яка відзначалася історичною глибиною, реалізацією економічної моделі журналістики, приватним статусом і нормативністю існування регіональної преси. Часопис висвітлював господарське життя, давав сільськогосподарські поради. Він був закритий за наказом столичної цензури.  Вийшло усього 12 чисел. Друкувався великий як на ті часи тираж –– 600 примірників. З’являлася вона щосуботи в обсязі 1–1,5 друкованого аркуша. Передплата для Харкова дорівнювала 10 крб. на рік, а з пересилкою –– 12. 

«Харьковский еженедельник» виник з бажання задовольнити запити промисловості й торгівлі. У відповідності до своїх наукових інтересів К. Нельдехен вміщував у своїй газеті переважно матеріали з господарського життя, давав сільськогосподарські поради.  З матеріалів газети привертають увагу статті про спосіб очищення прогірклої олії, про новий спосіб полірування сталі та скла, велика розвідка самого К. Нельдехена під довгою назвою «Про причини, чому в багатьох від природи дуже родючих країнах господар не отримує від свого домоведення того достатку, який він міг би отримувати». .